# Chelsea Football Club 1979-1980
Questa voce raccoglie le informazioni riguardanti il Chelsea Football Club nelle competizioni ufficiali della stagione 1979-1980.

## Stagione
Il club londinese termina in quarta posizione il campionato con un totale di ventitré vittorie, sette pari e dodici sconfitte.
Il Chelsea inizia l'FA Cup dal terzo turno, dove viene sconfitto dal Wigan Athletic 0-1 e quindi eliminato.
Il club londinese inizia la Football League Cup dal secondo turno, dove pareggia inizialmente 2-2 contro il Plymouth Argyle, nel ritorno perde 3-4 e viene quindi eliminato.

## Maglie e sponsor
Nella stagione 1979-1980 del Chelsea non è presente il main sponsor, lo sponsor tecnico è Umbro. La divisa primaria è costituita dal maglia blu con colletto a polo bianco, estremità delle maniche albine, decorazioni bianche lungo i lati delle maniche, calzoncini blu e calzettoni bianchi. La divisa da trasferta è formata da una maglia gialla con colletto a polo verde, estremità delle maniche verdi, decorazioni verdi lungo i lati delle maniche, pantaloncini verdi e calzettoni gialli con linee verdi come decorazione nella parte superiore.
| Casa | Trasferta |

## Rosa
Rosa e numerazione sono aggiornati al 31 maggio 1980.
| N. |                        | Ruolo | Calciatore    |
| -- | ---------------------- | ----- | ------------- |
|    | Jugoslavia (bandiera)  | P     | Petar Borota  |
|    | Inghilterra (bandiera) | D     | Gary Chivers  |
|    | Inghilterra (bandiera) | D     | Micky Droy    |
|    | Inghilterra (bandiera) | D     | Ron Harris    |
|    | Inghilterra (bandiera) | D     | Colin Pates   |
|    | Scozia (bandiera)      | C     | Ian Britton   |
|    | Inghilterra (bandiera) | C     | John Bumstead |

| N. |                        | Ruolo | Calciatore          |
| -- | ---------------------- | ----- | ------------------- |
|    | Inghilterra (bandiera) | C     | Mike Fillery        |
|    | Scozia (bandiera)      | C     | David Hay           |
|    | Sudafrica (bandiera)   | C     | Colin Viljoen       |
|    | Inghilterra (bandiera) | A     | Tommy Langley       |
|    | Inghilterra (bandiera) | A     | Peter Rhoades-Brown |
|    | Inghilterra (bandiera) | A     | Clive Walker        |

## Calciomercato
| Arrivi | Arrivi        | Arrivi          | Arrivi   |
| R.     | Nome          | da              | Modalità |
| ------ | ------------- | --------------- | -------- |
| C      | Colin Viljoen | Manchester City | ?        |
| A      | Dave Stewart  | Hull City       | ?        |

| Partenze | Partenze       | Partenze        | Partenze |
| R.       | Nome           | a               | Modalità |
| -------- | -------------- | --------------- | -------- |
| A        | Dave Stewart   | Scunthorpe Utd  | ?        |
| C        | Eamon Bannon   | Dundee Utd      | ?        |
| A        | Trevor Aylott  | Barnsley        | ?        |
| P        | Peter Bonetti  | Dundee Utd      | ?        |
| P        | John Phillips  | Crewe Alexandra | ?        |
| D        | Kenny Swain    | Aston Villa     | ?        |
| C        | Eamon Bannon   | Dundee Utd      | ?        |
| C        | Ray Wilkins    | Manchester Utd  | ?        |
| C        | Richard Wilson | Charlton        | ?        |

## Statistiche

### Statistiche di squadra
| Competizione        | Punti | Totale | Totale | Totale | Totale | Totale | Totale |
| Competizione        | Punti | G      | V      | N      | P      | Gf     | Gs     |
| ------------------- | ----- | ------ | ------ | ------ | ------ | ------ | ------ |
| Campionato          | 53    | 42     | 23     | 7      | 12     | 66     | 52     |
| FA Cup              | -     | 1      | 0      | 0      | 1      | 0      | 1      |
| Football League Cup | -     | 2      | 0      | 1      | 1      | 5      | 6      |
| Totale              | -     | 45     | 23     | 8      | 14     | 71     | 59     |